# Ernie Parker
Ernest Frederick Parker (Perth, 5 de noviembre de 1883-Caëstre, 2 de mayo de 1918) fue un jugador australiano de tenis y críquet.

## Carrera
Ernie Parker fue educado en Perth High School y en St Peter's College, Adelaide, antes de unirse al bufete de abogados de su padre en Perth.

### Tenis
Parker es más recordado por ganar el título individual masculino en el Campeonato de Australasia 1913. En la final contra Harry Parker, tuvo muchas incursiones exitosas en la red y ganó en cuatro sets. También llegó a la final en el Campeonato de Australasia de 1909 y ganó los títulos de dobles en 1909 (en pareja con J. Keane) y 1913 (en pareja con Alf Hedeman).
Ganó el Campeonato de Australia Occidental seis veces: 1903, 1904, 1907, 1908, 1911 y 1912. En 1905 ganó la Copa Maerenbad en Marienbad Brandenberg, Alemania, sobre arcilla, venciendo a Kurt von Wessely.
El juego de Parker fue descrito como «rápido, con muñeca ágil y siempre buscando un 'ganador'». De constitución delgada, fue conocido por su excepcional juego en la red, aunque su saque era su debilidad, descrito como «meramente un medio para poner la pelota en juego».

### Críquet
Parker pudo sobresalir tanto en el tenis como en el críquet porque en ese momento el tenis era mayormente un deporte de invierno en Perth. Jugó críquet para East Perth (Perth Cricket Club) y Wanderers en la competencia de Western Australian Grade Cricket. Bateador elegante, fue el primer jugador en anotar un doble siglo en el críquet de Perth, y estableció un récord duradero de 19 siglos en la competencia.
Representó a Australia Occidental en críquet de primera clase entre 1905 y 1910, en los años previos a que Australia Occidental se uniera a la competencia Sheffield Shield. Fue el primer jugador en anotar un siglo de primera clase para Australia Occidental, cuando hizo 116 en su segundo partido. También hizo 117 en solo 82 minutos contra Victoria en 1910. Fue incluido en dos partidos de prueba para seleccionar al equipo australiano que viajaría a Inglaterra en 1909, pero sin éxito.

## Servicio militar y fallecimiento
A pesar de la pérdida de visión, que había afectado su carrera deportiva posterior, Parker se alistó en el ejército australiano en la Primera Guerra Mundial. Como artillero en la 102ª Howitzer Battery, Segunda Brigada, fue asesinado por un proyectil enemigo el 2 de mayo de 1918 en Caëstre, Francia.

## Finales de Grand Slam

### Individuales 2 (1 título, 1 subcampeonato)
| Resultado  | Año  | Campeonato                | Superficie | Oponente        | Resultado          |
| ---------- | ---- | ------------------------- | ---------- | --------------- | ------------------ |
| Subcampeón | 1909 | Campeonato de Australasia | Césped     | Anthony Wilding | 1–6, 5–7, 2–6      |
| Ganador    | 1913 | Campeonato de Australasia | Césped     | Harry Parker    | 2–6, 6–1, 6–2, 6–3 |

### Dobles: 2 (2 títulos)
| Resultado | Año  | Campeonato                | Superficie | Compañero   | Oponentes                  | Resultado          |
| --------- | ---- | ------------------------- | ---------- | ----------- | -------------------------- | ------------------ |
| Ganador   | 1909 | Campeonato de Australasia | Césped     | J. P. Keane | Tom Crooks Anthony Wilding | 1–6, 6–1, 6–1, 9–7 |
| Ganador   | 1913 | Campeonato de Australasia | Césped     | Alf Hedeman | Harry Parker Roy Taylor    | 8–6, 4–6, 6–4, 6–4 |